# A Fallen Idol
A Fallen Idol è un film muto del 1919 diretto da Kenean Buel.

## Trama

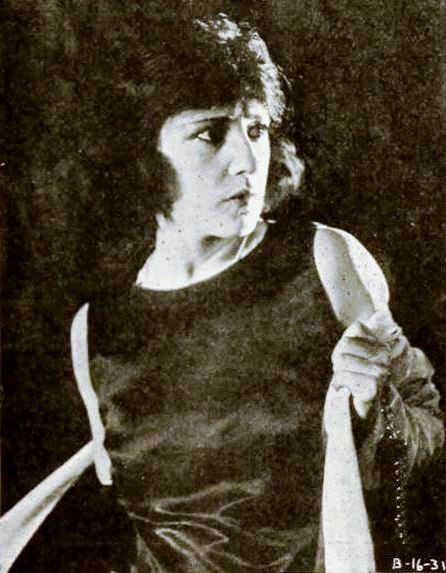
Evelyn Nesbit

La principessa hawaiana Laone si trova in California dove, a Santa Monica studia composizione e musica, protegée della ricca e influente signora Parrish. Quando però Laone inizia una relazione amorosa con Keith, nipote della gran dama, costei diffida la giovane dal continuare quel rapporto che lei ritiene impossibile a causa delle diverse origini e culture dei due innamorati. Così, dopo aver rifiutato la proposta di matrimonio di Keith, l'infelice Laone tenta il suicidio. Viene salvata dall'innamorato Keith che, però, deve subito lasciarla per recarsi a New York, ad assistere il padre morente. La signora Parrish approfitta dell'assenza del nipote e annuncia a Laone che Keith l'ha abbandonata.
Pensando di non avere più niente da perdere, Laone ritorna a casa, imbarcata su uno yacht insieme a Stephen Brainard, un playboy poco di buono. Keith, naturalmente, la raggiunge sull'isola ma la ragazza rifiuta ancora una volta il suo amore: sul panfilo, è stata costretta a cedere alle avances sessuali di Brainard. Keith viene accusato di aver contrabbandato una collana e viene arrestato. Sapendo che il vero colpevole è Brainard, Laone si reca sulla nave per trovare le prove dell'innocenza di Keith. Dopo aver affrontato il contrabbandiere, la giovane riesce a chiamare la guardia costiera a cui consegna i documenti che incriminano Brainard. Finalmente, Laone e Keith possono vivere con serenità il loro amore.

## Produzione
Il film fu prodotto dalla Fox Film Corporation con il titolo di lavorazione Love Redeemed. Alcune scene vennero girate vicino a Miami, in Florida.

## Distribuzione
Distribuito dalla Fox Film Corporation, il film uscì nelle sale cinematografiche USA il 18 maggio 1919.